# خوان رامون ثراغوثا
خوان رامون ثراغوثا (بالاسبانية: Juan Ramón Zaragoza Rubira) كاتب اسباني ولد في بلنسية (1938- 25 سبتمبر 2011) ، وهوايضا  طبيب، ، والكاتب العلوم، منحت في عام 1980 مع جائزة نادال. قبل وفاته كان يشغل منصب  أستاذ فخري في جامعة إشبيلية.